# Mustametsa (Kuusalu)
Mustametsa est un village de la commune de Kuusalu du comté de Harju en Estonie.
Au 31 décembre 2011, il compte 50 habitants.